# Hendrik Laurensz. Spiegel

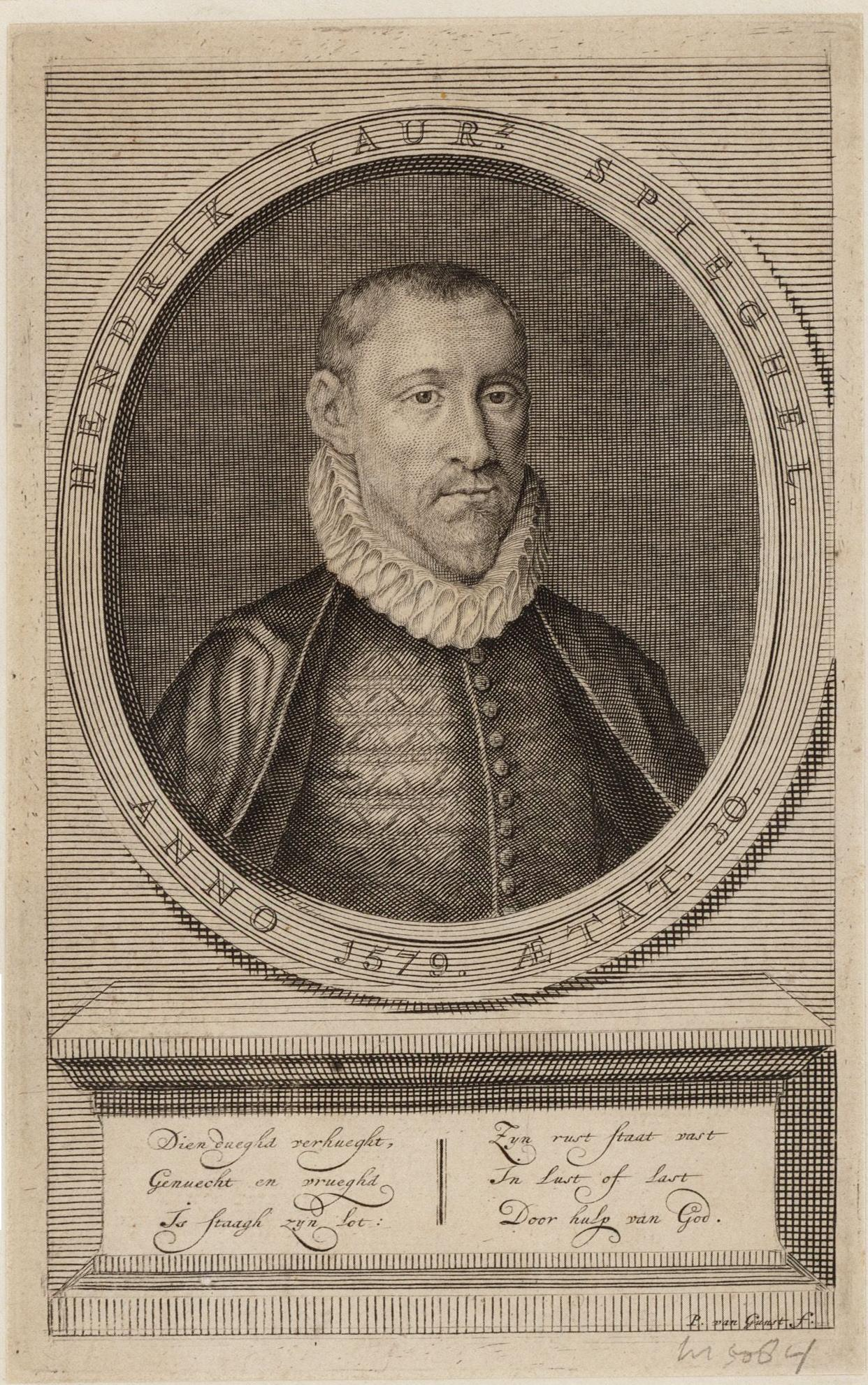
Hendrik Laurensz. Spiegel

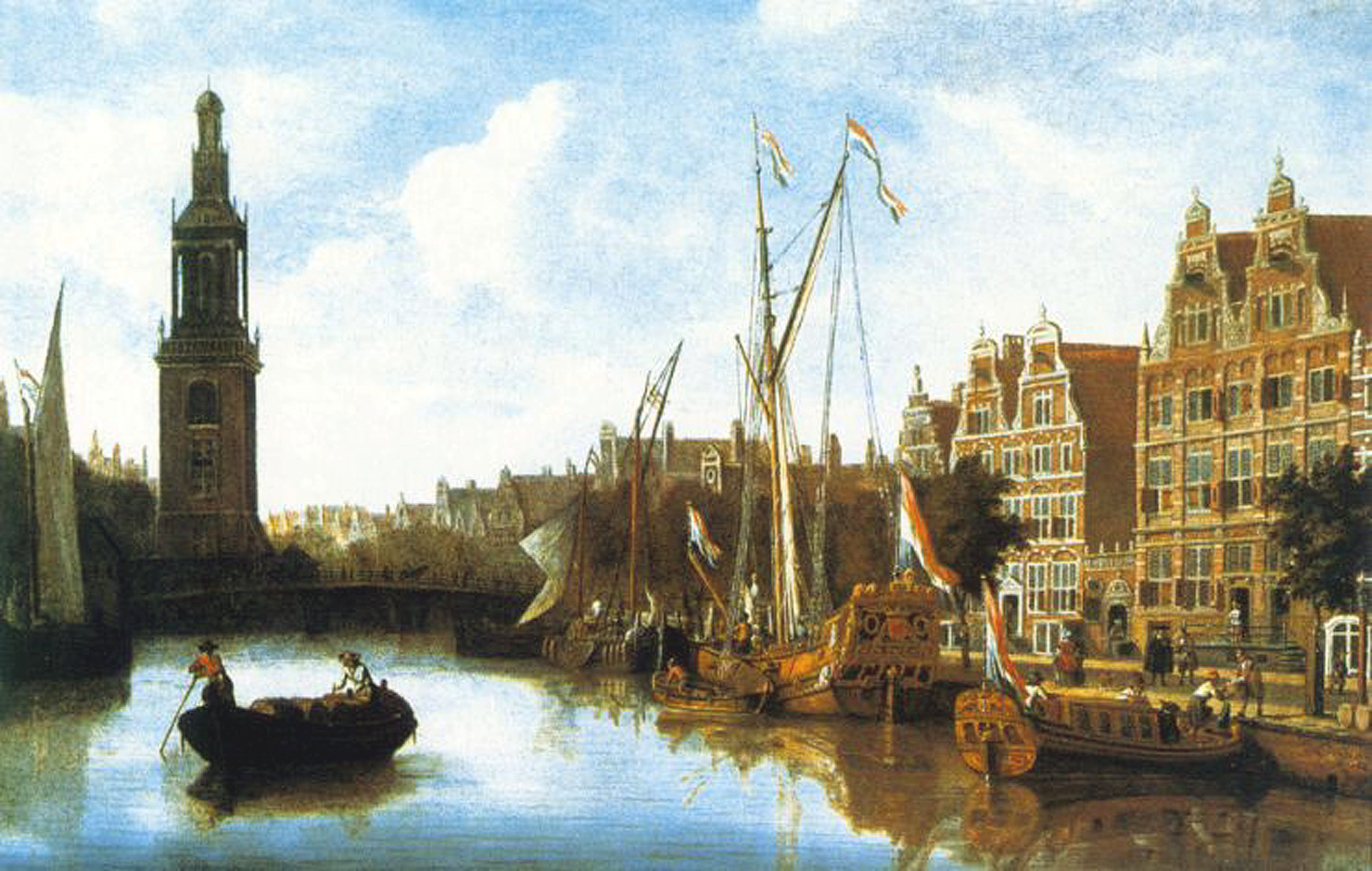
Singel met de Jan Rodenpoortstoren door Abraham Storck

Hendrik Laurensz. Spieg(h)el (Amsterdam, 11 maart 1549 - Alkmaar, 4 januari 1612) was een van de belangrijkste Amsterdamse schrijvers en denkers uit de tweede helft van de zestiende eeuw. Hij probeerde het Nederlands voor literatuur, wetenschap en conversatie op te waarderen. Hij wordt gezien als een wegbereider van Vondel, Hooft en Huygens. Albert Verwey probeerde Spiegel als een voorloper van Spinoza voor te stellen.
Spiegel was een dichter, taalwetenschapper en filosoof. Hij was een van de oprichters van de rederijkerskamer De Eglantier. Zijn vader, Laurens Pietersz. Spiegel, een rijke zeepzieder en grondeigenaar kwam uit Nieuwe Niedorp en handelde in graan, vruchten en teer. Spiegel was de auteur van de eerste grammatica van het Nederlands, de Twe-spraack, in 1584 verschenen bij Plantijn. Dit boek was een onderdeel van opleiding in het trivium (de drie vakken grammatica, dialectiek en retorica). Mogelijk werkte hij daarbij samen met Roemer Visscher; Coornhert schreef het voorwoord.
Een deel van de familie ging over naar het protestantisme, een deel bleef rooms-katholiek. Hendrik zelf bleef katholiek, maar predikte verdraagzaamheid naar mensen met een ander geloof, en verwierp het geweld van protestanten tegen katholieken net zoals het geweld van katholieken tegen protestanten. Zijn broer en zus waren betrokken bij de oprichting van het RK Maagdenhuis in Amsterdam. Spiegel bezong de ondergang van de Armada en als een van de eerste dichters de opkomst van Amsterdam. In 1589 moest hij een zware boete betalen, omdat hij een benoeming als raad van de Admiraliteit van Amsterdam, toen nog gevestigd in Hoorn, weigerde. Het geld van deze boete ging naar een armenhuis in Den Haag. Spiegel publiceerde het toneelstuk Numa een bewerking van een werk van Plutarchus, dat met die weigering in verband wordt gebracht.
Spiegel woonde aan het Singel 140-142, in een pand gebouwd door Hendrick de Keyser, maar sleet zijn leven voor een goed deel op zijn buitenplaats Meerhuizen, even buiten de stad langs de Amstel. Hij staat afgebeeld op een schuttersstuk door Cornelis Ketel. In 1602 verhuisde Spiegel - nadat hij opnieuw getrouwd was - naar Haarlem. Hij ligt begraven in Alkmaar, waar zijn zwager woonde.
Over ethiek schreef Spiegel een tamelijk ontoegankelijk werk, Hertspiegel, dat postuum verscheen. Daarin betoogde hij dat de mens zijn blik moest richten op al het moois, maar voor alles naar zelfkennis moest streven.